# Кошларіу
Кошларіу (рум. Coșlariu) — село у повіті Алба в Румунії. Входить до складу комуни Синтімбру.
Село розташоване на відстані 268 км на північний захід від Бухареста, 12 км на північний схід від Алба-Юлії, 69 км на південь від Клуж-Напоки.

## Населення
За даними перепису населення 2002 року у селі проживали 397 осіб.
Національний склад населення села:
| Національність | Кількість осіб | Відсоток |
| -------------- | -------------- | -------- |
| румуни         | 387            | 97,5%    |
| цигани         | 10             | 2,5%     |

Рідною мовою назвали:
| Мова      | Кількість осіб | Відсоток |
| --------- | -------------- | -------- |
| румунська | 387            | 97,5%    |
| циганська | 10             | 2,5%     |